# Harry S. Truman
Harry S. Truman (Lamar, Missouri, 8. svibnja 1884. – Kansas City, Missouri, 26. prosinca 1972.) je bio američki političar i 33. predsjednik SAD-a (1945. – 1953.) i 34. potpredsjednik SAD-a, nasljednik Franklina Delana Roosevelta. U domaćoj politici, Truman se suočio s mnogim izazovima: burna pretvorba ekonomije obilježena velikim oskudicama i brojnim štrajkovima, te prolazak Taft-Hartleya pored njegova veta. Nakon iznenađujuće pobjede na izborima 1948. godine, nije bio uspješan u provođenju svog Fair Deal programa. Koristio je izvršne naredbe kako bi započeo desegregaciju američke vojske i kako bi započeo niz testova vjernosti kako bi izbacio stotine simpatizera komunizma iz vlade. No, snažno se protivio obaveznim prisegama vjernosti za vladine zaposlenike, stav koji je njegovu vladu stavio na metu kritika koje su je optuživale da je blaga prema komunizmu. Korupcija u njegovoj vladi došla je do njegova kabineta i zaposlenika Bijele kuće. U jednom od mnogih skandala, 166 radnika je dalo otkaz ili je otpušteno naknadno zbog financijskog nepoštivanja u IRS-u. Republikanci su korupciju stavili na vrh liste problema u svojoj kampanji iz 1952. godine.
Trumanovo predsjedništvo bilo je prepuno događaja što se tiče vanjskih poslova, kapitulacija Trećeg Reicha, atomsko bombardiranje Hirošime i Nagasakija, kapitulacija Japana, kraj Drugog svjetskog rata, osnivanje Ujedinjenih Naroda, Marshallov plan o obnovi Europe, Trumanova doktrina o zaustavljanju širenja komunizma, početak hladnog rata, stvaranje NATO-a i Korejski rat. Taj rat je postao situacija bez pobjednika u kojoj je poginulo preko 30,000 Amerikanaca. Nakon obećanja da „će posjetiti Koreju“ i stavljanjem prioriteta na rješavanje tzv. „nereda u Washingtonu“, republikanac Dwight David Eisenhower je prekinuo 20-godišnju vlast demokrata porazivši Trumanovog izbora za kandidata demokrata Adlaia Stevensona na predsjedničkim izborima 1953. godine. U mirovini, Truman je napisao svoje Memoare.
Truman, čije je ponašanje bilo drugačije nego ono njegovog patricijskog prethodnika Franklin Delana Roosvelta, je bio narodni, skromni predsjednik. Popularizirao je mnoge narodne poslovice i izreke za svog mandata. Nadvisio je sva mala očekivanja koja su mu mnogi politički promatrači nametnuli gledajući njegova prethodnika, od kojega se jako puno očekivalo. Truman je iz trke za svoj 3. mandat ispao izgubivši primarne izbore u New Hampshireu. Jedno vrijeme za njegova mandata mišljenje javnosti o njemu bilo je najniže zabilježeno do danas, no učenjaci ga danas rangiraju kao jednog od najboljih američkih predsjednika (uglavnom 8.). Trumanova legendarna, ali iznenađujuća pobjeda, na izborima 1948. godine često je spominjana od strane ne favoriziranih političara.

## Rani život
Harry S. Truman rođen je 8. svibnja 1884. godine u Lamaru kao drugo dijete Johna Andersona Trumana i Marthe Ellen Young Truman. Njegovi djedovi, Anderson Shipp Truman i Solomon Young nisu se mogli složiti oko Harryjevog srednjeg imena, pa mu je dat srednji inicijal S, koji je označavao ili Shipp ili Solomon, ovisno s čije strane obitelji je član pitao. Uskoro mu se rodio brat John Vivian (1886. – 1965.), a tri godine nakon njega i sestra Mary Jane Truman (1889. – 1978.).
Njegov otac bio je farmer i trgovac živom stokom. Obitelj je živjela u Lamaru sve dok Harry nije napunio 10 mjeseci. Tada su se preselili na farmu u Harrisonvilleu, pa u Belton, pa na farmu njegovih praroditelja u Grandviewu. Kada je Truman imao 6 godina njegova obitelj preselila se u Independence, gdje je Truman pohađao prezbiterijansku školu. Truman nije pohađao redovitu osnovnu školu do svoje osme godine.
Kao dijete Truman je imao 3 zanimacije: glazba, čitanje i povijest, sve tri potaknute od strane njegove majke. Truman je bio blizak sa svojom majkom sve do njezine smrti, a čak i kao predsjednik je tražio njezine savjete. Svako jutro bi se budio u 5 sati da bi vježbao klavir i išao bi u gradsko glazbeno kazalište dva puta tjedno, do svoje petnaeste godine. Truman je također pročitao velik dio popularne povijesti. Nakon diplomiranja na školi u Independenceu, Truman je radio na željeznici u Santa Feu, spavajući u kampovima blizu željeznice. Od tada je radio niz dostavljačkih poslova. U Grandview se vratio 1906. godine, i bio je tamo do 1917. godine kada je otišao u vojsku.
Do kraja svog života, Truman se nostalgično prisjećao godina koje je proveo na farmi, često i s teatralnim efektima. Godine fizički zahtjevnog rada koje je proveo na Grandview bile su stvarne, ali i jedno formativno iskustvo. U tom periodu upoznao je Bess Wallace koju je i zaprosio 1911. godine, no ona ga je odbila. Truman je rekao da želi zaraditi više novca nego farmer da je idući put zaprosi. Idući put ju je zaprosio 1918. godine kada se vratio kao satnik iz Prvog svjetskog rata, i to uspješno.
On je bio jedini predsjednik koji je služio nakon 1870. godine, a da nije imao diplomu s koledža: njegov slabi vid ga je spriječio da se upiše na West Point, što je bio njegov san iz djetinjstva, a financije su ga spriječile da dobije diplomu negdje drugdje. Truman je studirao pravo 2 godine u Kansas Cityu tijekom 1920-ih godina. Postao je počasni član Lamba Hi Alfa bratstva.

### Prvi svjetski rat
Truman je bio na popisu članova Missourijske Nacionalne Garde od 1905. godine, a služio je do 1911. godine. Ulaskom SAD-a u Prvi svjetski rat 1917. godine, Truman se ponovno pridružio gardi. Na sistematskom pregledu 1905. godine njegov vid bio je u lošem stanju. Po nekim izvještajima prošao je tajno tako što je napamet naučio ploču za vid.
Prije polaska u Francusku, Truman je poslan na Fort Sill u Oklahomi. Vodio je kantinu sa svojim prijateljem Edwardom Jacobsonom, koji je imao iskustva kao nosač u Kansas Cityu. Još jedan čovjek koji će mu pomoći nakon rata, a upoznao ga je na Fort Sillu, je bio James M. Pendergast, nećak Thomasa Josepha Pendergasta, istaknutog političara.
Truman je izabran za časnika, a kasnije za nižeg zapovjednika artiljerijske jedinice u Francuskoj. Njegova jedinica bila je poznata po odbijanju autoriteta. Tijekom iznenadnog njemačkog napada na Vogezima, jedinica se počela raštrkavati. Truman im je naredio povratak na pozicije koristeći jezik koji je "naučio dok je radio na željeznici u Santa Feu.". Navodno, šokirani načinom naređenja, trupe su ga poslušale i povukle se s njim na sigurno. Pod vodstvom satnika Trumana, jedinica nije izgubila niti jednog vojnika. Veliki rat, kako je zvan u to vrijeme, je bilo transformativno iskustvo koje je izbrusilo Trumanove sposobnosti kao vođa. Truman je kasnije dosegao čin potpukovnika u nacionalnoj gardi, čin koji je omogućio njegovu političku karijeru u Missouriju.

### Ženidba i rana karijera kao biznismen
Nakon što je rat završio, Truman se vratio u Independence i oženio se svojom dugogodišnjom ljubavi, Bess Wallace, 28. lipnja 1919. godine. Par je imao samo jedno dijete, Margaret, rođeno 17. veljače 1924. godine.
Mjesec dana prije vjenčanja, računajući na uspjeh koji su imali u Ft. Sill i preko mora, trgovina za mušku odjeću Truman & Jacobson otvorila je u Kansas Cityu. Nakon par uspješnih godina, trgovina je bankrotirala za vrijeme recesije 1921. godine, koja je uvelike utjecala na farmersku ekonomiju. Manje cijene svile i žita uzrokovale su smanjenje prodaje svilenih majica, jer su farmeri imali manje novca da bi ih kupili. Cijena sjena je u 3 godine pala katastrofalno. Truman je za ekonomske probleme krivio republikansku politiku. Truman je godinama otplaćivao dugove. On i njegov bivši poslovni partner Eddie Jacobson su 1923. godine prihvaćeni na koledž u Washingtonu. Oni su ostali prijatelji do kraja života, a Jacobsonov savjet Trumanu po pitanju cionizma će, desetljećima kasnije, igrati važnu ulogu u odluci američke vlade o priznavanju Izraela.

## Politika

### Sudac okruga Jackson
Truman je 1922. godine uz pomoć demokrata Toma Pendergasta, izabran za vrhovnog suca okruga Jackson - administrativnu, ne pravnu poziciju sličnu onima u drugim okruzima. Iako je izgubio na izborima 1924. godine, godine 1926. izabran je za jednog od glavnih sudaca, a 1930. godine je izabran ponovno za vrhovnog suca. Truman je svoje dužnosti obavljao savjesno i dobio je javnu zahvalu za par radova koji su bili započeti, a uključivali su novu zgradu suda i 12 statua posvećenih ženama. Tijekom njegova mandata, par njegovih kolega osuđeno je zbog utaje poreza, uključujući i samog Pendergasta, koji je eventualno završio u federalnom zatvoru. Truman je unatoč svemu tome ostao častan na svojoj poziciji i odbijao je uzimati mito.
Godine 1922. Truman je prijatelju dao 10 dolara za inicijaciju u Ku Klux Klan, no kasnije je zatražio svoj novac natrag. Nikad nije primljen, nije prisustvovao nijednom sastanku i nikad se nije deklarirao članom. Iako je Truman u svom dnevniku par puta izrazio ljutnju na Židove, njegov poslovni partner i blizak prijatelj Edward Jacobson je bio Židov. Trumanov stav prema crncima bio je tipičan za Missourijanca u to doba, i bio je izražen tipičnim nazivima kao "crnjo". Godinama poslije, još jedan njegov rasni pogled je izašao na vidjelo: priče o zlostavljanju, vrijeđanju i mučenju afroameričkih veterana koji su se vratili iz Drugog svjetskog rata su utjecale na Trumana da podrži politiku u ljudskim pravima i započne desegregaciju vojske.

### Američki senator iz Missourija
Pendergastov stroj je na izborima 1934. godine izabrao Trumana za kandidata za američkog senatora iz Missourija. Imao je uspješnu kampanju kao New Dealovski demokrat koji podržava predsjednika Roosevelta. Na demokratskim primarnim izborima, Truman je pobijedio Tucka Milligana, brata federalnog tužitelja Mauricea Mortona Milligana. Milligan je kasnije dotukao Pendergastov stroj. Truman je kasnije porazio republikanca Roscoea Conklinga Pattersona s preko 20%.
Opće je mnijenje Trumana smatralo lutkom Toma Pandergasta, no on je svejedno preuzeo poziciju, ali je dobio nadimak "Pandergastov senator". U maglu nepovjerenja ulazila je i činjenica da su na Kanzaškim izborima ubijene 3 osobe. U tradiciji prema velikim političarima prije i tada, Truman je provodio svoju politiku New Deala preko Pandergasta, no on je zahtijevao da bude nezavisan na glasačkoj listi. Truman je imao svoje standarde, zaključio je povjesničar David McCullough, i bio je voljan držati ih se, čak i kad je bio pod pritiskom čovjeka koji je izašao kao vrh političke scene Missourija.
Truman je uvijek branio svoje odluke nudeći Pandergastu pomoć uz riječi da ako se ponudi malo, spasi se puno. Truman je također rekao da mu je Pandergast dao sljedeći savjet kada je prvi put ušao u senat:
Šuti i odgovaraj na pisma.
Tijekom Trumanovog prvog mandata u senatu, Milligan je započeo masivnu istragu o missourijskim guvernerskim izborima 1936. godine koji su izabrali Lloyda C. Starka. Istraga je rezultirala s 258 osuda. Važniji dio istrage bilo je Milliganovo otkriće da Pandergast nije platio federalne poreze između 1927. i 1937. godine i da je izveo prevaru s osiguranjem. Krenuo je za Trumanovim političkim zaštitnikom. Godine 1939. Pandergast je priznao krivnju i osuđen je s 10,000 dolara kazne i 15 mjeseci zatvora. Stark, koji je dobio Pandergastov blagoslov na izborima 1936. godine, okrenuo se protiv njega i eventualno je preuzeo kontrolu nad fondovima od Trumana i Pandergasta.
Trumanovi izgledi za ponovni izbor za senatora izgledali su slabo. Godine 1940., i Stark i Maurice Milligan suprotstavili su se senatoru Trumanu na demokratskim primarnim izborima. Robert E. Hannegan, koji je kontrolirao političku scenu u St. Louisu, dao je podršku Trumanu. Hannegan je blokirao dogovor iz 1944. godine koji je postavio Trumana za Rooseveltova potpredsjednika. Truman je kampanju vodio borbeno i neumorno. Na kraju su Stark i Milligan podijelili anti-Pandergastovske glasove, i Truman je pobijedio na izborima. Truman je i bez pomoći Pandergasta i njegova stroja pobijedio na izborima. U to vrijeme Pandetgast je bio u zatvoru zbog zataje poreza. Uspješna kampanja za senat iz 1940. godine smatra se od mnogih biografa kao Trumanov osobni uspjeh, i kao preteča poznate kampanje iz 1948. godine koja mu je donijela još jedan mandat, a u kojoj nije bio favorit. Ti izbori bili su prekretnica u njegovoj političkoj karijeri.
Kao senator Truman je više volio raditi na komitetima nego držati govore. Njegov rani rad došao je u obliku legislacije transporta i međudržavne trgovine. Bio je pobornik New Deala, i dao je ključnu potporu za ostvarivanje njegovih ključnih točaka: Wagnerov akt, socijalno osiguranje, Akt o standardima poštenog rada, pa čak i neuspjeli "sudsko-pakovni" račun, koji je trebao preobratiti Vrhovni sud da zavoli Roosevelta.

### Obrambena politika i Trumanov komitet
Dana 23. lipnja 1941. godine, samo dan nakon početka njemačkog napada na SSSR, senator Truman je izjavio:
Izjava se slagala se općim mišljenjem Amerikanaca u to doba, no Trumanovi protivnici su je često citirali kao dokaz za njegov neprikladan pristup vanjskoj politici. Ovo zapažanje bilo je prvo u nizu prominentnih oštrih izjava koje je Truman u krivo vrijeme rekao nacionalnim novinama.
Slavu i poštovanje zadobio je svojim komitetom (znanim kao Trumanov komitet) s kojim je istraživao skandal vojne rastrošnosti tako što je razotkrio prevare i loše vodstvo. Njegova advokacija o pravilnoj štednji za vojsku je privukla veliku pozornost. Iako su se neki bojali da će komitet naštetiti ratnom moralu, smatran je uspjehom i izvještaji govore da je uštedio oko 11 milijiardi dolara. Godine 1943., njegov rad kao predsjedavajući u komitetu donio mu je naslovnicu časopisa Time. Truman se na naslovnici Timea pojavio ukupno 9 puta, a 1945. i 1948. godine izabran je za Timeovog čovjeka godine.
Trumanov ustrajni, široko vidni, i istaknuto antipartizanski rad na Senatovom komitetu koji je imenovan po njemu, učinio je od Trumana nacionalnu ikonu. Roosevelt ga vjerojatno ne bi uzeo za kandidata za potpredsjednika 1944. godine, da bivši "Pendergastov senator" (jedan od Trumanovih nadimaka tada) nije zadobio novu reputaciju u Senatu - reputaciju radišnog, moralnog čovjeka voljnog da postavi moćnim ljudima teška pitanja.

## Potpredsjednik
Nakon mjeseci neizvjesnosti o tome koga će predsjednik izabrati za svog novog potpredsjednika. Kao rezultat dogovora kojeg je sredio Hannegan, tadašnji predsjednik demokrata, Truman je izabran za potpredsjedničkog kandidata 1944. godine.
Roosevelt, koji je bio lako lomljiv, pristao je da zamjeni Hanrya Wallacea za novog potpredsjednika, jer je smatran preliberalan za stranku. Sačuvani dokazi govore da je Roosevelt izbore za svog potpredsjednika odgađao sve do ljeta 1944. godine James F. Byrnes iz Južne Karoline, bio je glavni favorit, no kao katolik koji je napustio crkvu, bio je neprikladan za predominantne katoličke organizacije. Prije nego što je konvencija za potpredsjednika započela, Roosevelt je napisao poruku u kojoj je rekao da će za potpredsjednika prihvatiti samo Trumana ili suca u Vrhovnom sudu Williama O. Douglasa. Državni i federalni vođe preferirali su Trumana. Truman sam nije izgledao da direktno ili indirektno vodi kampanju za drugo najveće mjesto u državi, i kasnije je uvijek govorio da nije želio biti potpredsjednik.
Trumanova kampanja je humoristično podnaslovljena kao Drugi "Missourijski kompromis" na Demokratskoj konvenciji 1944. godine u Chicagu, jer je njegov apel vodstvu stranke bio kontrast liberalnog Wallacea i prekonzervativnog Byrnesa. Nominacija je dobro prihvaćena, i Roosevelt-Truman tim je pobijedio s rasponom glasova 432-99 na predsjedničkim izborima 1944. godine, pobijedivši njujorškog guvernera Thomasa E. Deweya i ohioškog guvernera Johna Brickera. Truman je prisegao za potpredsjednika 20. siječnja 1945. godine i bio je na toj poziciji manje od 3 mjeseca.
Trumanovo potpredsjedništvo bilo je relativno monotono, i kontakt s Bijelom kućom bio je minimalan. Nije pitan za nikakve savjete i nije informiran o bilo kojim većim događajima. Truman je sve šokirao time što je samo par dana nakon prisege prisustvovao pogrebu svog osramoćenog zaštitnika Toma Pendergasta. Truman je po nekim izvještajima bio jedini viši dužnosnik u državi koji je prisustvovao pogrebu. Truman je kritike "pomeo" riječima:
Dana 12. travnja 1945. godine Truman je hitno pozvan u Bijelu kuću, gdje ga je Eleanor Roosevelt informirala da je Franklin Delano Roosevelt preminuo od masivnog udara. Trumanova prva briga bila je gđa. Roosevelt. Pitao ju je može li on što učiniti za nju, no ona mu je odgovorila:

## Predsjedništvo 1945. – 1953.

### Prvi mandat (1945. – 1949.)

#### Preuzimanje pozicije
Truman je bio potpredsjednik samo 82 dana prije nego što je predsjednik Roosevelet umro. Imao je jako malo značajnih razgovora o svjetskim aferama i domaćoj politici nakon što je prisegao za Rooseveltovog potpredsjednika i nije bio izvještavan o velikim inicijativama o daljnjem uspješnom vođenju rata - ponajprije o tajnom projektu Manhattan, koji je za vrijeme Rooseveltove smrti, bio na vrhuncu testiranja prve atomske bombe.
Ubrzo nakon što je preuzeo poziciju, Truman je rekao novinama:
Samo par dana nakon njegovog službenog obraćanja narodu, Truman je pisao svojoj supruzi Bess: "Neće trebati dugo dok neću moći sjesti i nasloniti se, te proučiti cijelu sliku i... neće biti većih problema s ovim poslom nego što je bilo s onim u okrugu Jackson i neće više biti briga" No, jednostavnost koju je Truman predvidio bila je teško ostvariva u Bijeloj kući.

#### Atomsko bombardiranje
Truman je brzo upoznat s projektom Manhattan i odobrio je korištenje nuklearnog oružja protiv Japana u kolovozu 1945. godine, nakon što je Japansko Carstvo odbilo Potsdamsku deklararaciju. Atomsko bombardiranje Hirošime i Nagasakija je do danas ostalo prvi, ali i jedino korištenje nuklearnog oružja u ratne svrhe. Nakon bombardiranja je uslijedila brza kapitulacija Japana (2. rujna 1945. godine) i kraj Drugog svjetskog rata. Korištenje nuklearnog oružja u to vrijeme nije bilo nimalo kontroverzno, kako u SAD-u tako i u njegovim saveznicima. Na Potsdamskoj konferenciji je Staljin savjetovao Trumanu da što prije iskoristi atomsku bombu. U godinama nakon bombardiranja, Trumanova odluka je postala izuzetno kontroverzna i govorilo se zašto je on tako odlučio. Oni koji su podržavali Trumanovu odluku objašnjavali su da je to bombardiranje spasilo na tisuće ljudi koji bi inače stradali invazijom Japana koja se trebala dogoditi ako se ne nađe drugo rješenje. Anna Eleanor Roosevelt je 1945. godine podržala Trumana rekavši da je "odabrao jedno moguće rješenje" i njime izbjegao "enormno žrtvovanje američkih života". No drugi, kao profesor Gar Alperovitz, tvrde da je korištenje atomskog oružja bilo nepotrebno i nemoralno te da bi ratom izmoreni i osiromašeni Japan ionako kapitulirao. Zanimljiva činjenica koja govori u prilog ovoj tezi jest da je uvjet za kapitulaciju Japana prije bombardiranja bila careva abdikacija, što su Japanci odbili. Nakon što su Hirošima i Nagasaki uništeni te je Japan potpisao kapitulaciju, Amerikanci su dopustili da car ostane na vlasti. Po ovoj tezi, bombardiranje je poslužilo kao demonstracija snage SSSR-u te kao upozorenje da ne pokušavaju proširiti svoj utjecaj na Japan.

#### Udari i ekonomske promjene
Kraj Drugog svjetskog rata u SAD-u dočekan je s velikim razgovorima o poratnoj ekonomiji. Predsjednik je suočen s iznenadnom renovacijom konflikata radnog menađmenta koji su bili mirni tijekom ratnih godina, i raširenim nezadovoljstvom s inflacijom, koja je u jednom trenutku dosegla 6% u samo mjesec dana. U ovoj polariziranoj sredini, dogodio se val destabilizirajućih udara u većim industrijskim pogonima, a Trumanov odgovor na njih je generalno smatran neučinkovitim. Na proljeće 1946. godine, dogodio se nacionalni željeznički štrajk - najveći u povijesti SAD-a - koji je sve vlakove naveo da stanu. Država je doslovno bila u zastoju u periodu od preko mjesec dana. Kada su željezničari odbili ponuđeni im dogovor, Truman je najavio da će preuzeti kontrolu nad željeznicom i da će sve štrajkaše regrutirati u vojsku. Dok je držao govor prije nego što je Kongres zatražio autoritet za taj plan, Truman je dobio informaciju da se štrajk smirio. Taj ishod je odmah rekao Kongresu i dobio je bučne ovacije koje su se nastavile tjednima. Iako je rezolucija izgledala izvrsno, ona je Trumana puno koštala politički: mnogi su Trumanov plan za zaustavljanje štrajka smatrali prenaglim i preoštrim što je umanjilo njegovu reputaciju kod radnika, koji već tada nisu bili zadovoljni njihovim tretmanom njih.

#### Ujedinjeni Narodi i Marshallov plan
Kao Wilsonijanski internacionalist, Truman je snažno podržavao stvaranje Ujedinjenih Naroda, te je uključio bivšu prvu damu Eleanor Roosevelt u delegaciji na prvoj Glavnoj skupštini UN-a da bi zadovoljio javnu želju za mir nakon Drugog svjetskog rata. Suočen s komunističkim napuštanjem demokracije, čija je implementacija dogovorena na Potsdamskoj konferenciji, te komunističkom prodiranjem u Grčku i Tursku što je upućivalo na glad za globalnom dominacijom, Truman i njegovi suradnici za vanjske poslove ubrzo su shvatili da Sovjetski Savez nema jednake interese kao i SAD. Trumanova administracija artikulirala je povećavajuće probleme protiv Sovjeta.
Iako nije bio posebno stručan u vanjskoj politici, a opozicijski republikanci su imali većinu u Kongresu, Truman je uspio dobiti potporu za Trumanovu doktrinu i Marshallov plan. Da bi nagovorio Kongres da odobri toliku količinu novca da se Europa ekonomski obnovi, Truman je koristio ideološki argument, u kojem je istaknuo da se komunizam širi u ekonomski nerazvijenim zemljama. Njegov cilj je bio da "na smrt preplaši Kongres". Da bi ojačao SAD tijekom hladnog rata u borbi protiv komunizma, Truman je potpisao Akt o državnoj sigurnosti iz 1947. godine i reorganizirao je američku vojsku stvorivši Ministarstvo obrane, CIA-u, Američko ratno zrakoplovstvo (neovisno od američke vojske) i Odbor za nacionalnu sigurnost.

#### Fair Deal
Nakon dosta godina demokratske većine u kongresu i 2 demokratska predsjednika, godine 1946. republikanci dobivaju većinu, s 55 mjesta u Predstavničkom domu i dosta mjesta u Senatu. Iako je Truman dosta surađivao s republikancima što se tiče vanjske politike, snažno im se suprotstavljao u njihovim pogledima za unutarnju politiku. Nije uspio u zaustavljanju rezanja poreza i ukidanju provjere cijena. Moć cehova je bila znatno smanjena Taft-Hartley činom, koji je usvojen nakon što je Trumanov veto odbijen.
Pripremajući se za izbore 1948. godine Truman je sebe prikazao kao snažnog demokrata u Rooseveltovom stilu, zastupajući univerzalno zdravstveno osiguranje, da ukine Taft-Hertley čin i započne agresivan program ljudskih prava. Sve ovo spojeno u jedno dalo je novi politički program nazvan "Fair Deal" (Pošteni dogovor).
Trumanovi prijedlozi iz Fair Deala napravljeni su za kampanju retorički, no oni nisu dobro prihvaćenu u Kongresu, čak i nakon pobjede demokrata na izborima 1948. godine. Samo je jedan od većih prijedloga Fair Deala usvojen - inicijativa da se povećaju pogodnosti za nezaposlene.

#### Priznavanje Izraela
Truman je bio ključna figura u osnivanju židovske države u Palestini.
Godine 1946. jedan Anglo-američki komitet predložio je postupno osnivanje dvaju država u Palestini, bez Židovske i Arapske dominacije. No, javnost nije podržala dvodržavni prijedlog, i Britanija, čije je carstvo već bilo u raspadu, bila je pod pritiskom da se brzo povuče iz Palestine zbog napada cionističkih trupa na britanske vojne jedinice. Na molbe Britanaca, Glavna skupština UN-a predložila je trenutno dijeljenje Palestine na dvije države, i s Trumanovom podrškom, Glavna skupština je 1947. godine odobrila ovu inicijativu.
Britanci su najavili povlačenje iz Palestine 15. svibnja 1948. godine i države čelnice Arapske lige počele su slati svije trupe na palestinsku granicu. Ideja o stvaranju židovske države na Bliskom istoku bila je izuzetno popularna u SAD-u, a posebno među jednim od najvažnijih dijelova Trumanovog glasačkog tijela, urbanim glasačima židovskog porijekla.
No, drugi problem bilo je Državno tajništvo. Državni tajnik George Marshall i mnogi drugi stručnjaci za vanjsku politiku su bili strogo protiv osnivanja židovske države u Palestini. Truman se pristankom na susret s Chaimom Weizmannom usprotivio vlastitom državnom tajniku. Naposljetku, Marshall nije javno doveo u pitanje Trumanovu odluku, kako je Truman mislio da hoće. Truman je priznao Izrael 14. svibnja 1948. godine, nakon što se sam Izrael proglasio državom.

#### Berlinski let
Dana 24. lipnja 1948. godine SSSR je blokirao ulaz u tri okupacijske zone Berlina koje su kontrolirale zapadne sile. Saveznici nikad nisu sklopili ugovor koji bi im jamčio opskrbu sektora koji su bili duboko u sovjetskom teritoriju. Vođa američke okupacijske zone, general Lucius Dubignon Clay, predložio je slanje velike naoružane kolone koja bi se vozila mirno preko autoceste do Zapadnog Berlina, no ako bi bila napadnuta ili zaustavljena bila bi slobodna uzvratiti pucnjavom. No Truman je, nakon konsenzusa u Washingtonu, vjerovao je da se time izlaže nepotrebnom riziku rata. Smislio je plan da se okupirani grad opskrbi zrakom. Dana 25. lipnja Saveznici su započeli tzv. Berlinski let koji je opskrbljivao Saveznike u sovjetskom teritoriju hranom i raznim drugim sredstvima (kao npr. ugljen) koristeći ratne zrakoplove. Ništa slično tome nije napravljeno nikad u povijesti do tog dana. Let je uspio. Kopnena blokada ukinuta je 11. svibnja 1949. godine Unatoč tome, letovi su se nastavili još par mjeseci nakon ukinuća blokade.
Berlinski let se danas smatra Trumanovim najvećim uspjehom na području vanjske politike, a ujedno mi je i pomogao u kampanji za izbore 1948. godine.

#### Obrambene redukcije
Truman, Kongres i Pentagon su slijedili strategiju brzog demobiliziranja nakon Drugog svjetskog rata, povlačeći mornaricu i vojsku natrag u SAD. Mnogi glasači su se bunili da su vojnici otpuštani presporo. Uzrok ove strategije, koja se ustrajno provlačila kroz Trumanov prvi, ali i kroz dobar dio njegovog drugog mandata, bio je uglavnom financijski. Da bi financirao domaće zahtjeve potrošnje, Truman je zagovarao politiku programa obrambenih redukcija za američku vojsku nakon rata. Republikanska većina u Kongresu, koja je bila željna ostvarivanja mnogobrojnih porezno-potrošnih zahtjeva, podržala je Trumanov plan da smanji potrošnju za obranu.
U dodatku ovome, Trumanovo iskustvo u Senatu naturalo mu je sumnju da se velike količine novca troše uzalud u Pentagonu. Godine 1949. Truman za novog Ministra obrane postavlja Louisa A. Johnsona. Impresionirani brzinom izgradnje prve američke atomske bombe, Truman i Johnson su mislili da je atomska bomba pomoć vojnim silama koje su uglavnom nebitne za moderno bojište. Mišljenje je kasnije trebalo biti revizirano, jer je SSSR te iste godine testirao svoju prvu atomsku bombu. Unatoč tome, redukcije u vojci su se nastavile, utjecajući na američki konvencionalnu obrambenu 
No, Truman i Johnson su osjećali posebnu antipatiju prema budžetnim zahtjevima marinaca i mornarice. Truman je imao poznatu antipatiju prema marincima još iz njegovog služenja za vrijeme Prvog svjetskog rata. O tome je rekao:
Truman je čak predložio potpunu disoluciju marinaca kao dio njegovog plana reorganiziranja obrane iz 1948. godine, plana koji je odbijen samo radi pismene kampanje i intervencije istaknutih kongresnika koji su bili veterani marinci.
Pod Trumanom obrambeni budžeti pod FY-om 1950. godine, mnogi ratni brodovi su povučeni, prodani ili odloženi kao smeće. Američkoj vojsci, suočenoj s velikim preokretom iskusnih službenika, uskraćeni su treninzi i sniženi su standardi za regrutiranje. Korisno oružje je odloženo kao otpad ili prodano, dok se moglo uskladištiti, a i municijske hrpe su smanjene. Marinci, čiji je budžet osakaćen, je smanjena na ograđivanje dodatnih materijala iz Drugog svjetskog rata. Tek nakon sjevernokorejske invazije Južne Koreje 1950. godine je Truman iznio svoje obrambene prijedloge Kongresu i inicirao nešto što se danas smatra modernim periodom američke obrane.

### Izbori 1948.
Predsjednički izbori 1948. godine pamte se najviše po Trumanovoj neočekivanoj pobjedi na njima. 
██ Harry S. Truman (demokrati)
██ Thomas Dewey (republikanci)
██ Strom Thurmond (desni demokrati)
U proljeće 1948. godine Trumanova javna podrška iznosila je malih 36%, i Truman je generalno smatran kao kandidat koji ne može pobijediti na izborima. Pobornici New Deala unutar stranke, kojima je pripadao i FDR-ov sin James, pokušali su demokratsku kandidaturu prebaciti na generala Eisenhowera, izuzetno popularnu osobu čiji su politički pogledi i stranačka afilacija 1948. godine bili potpuno nepoznati. Eisenhower je empatično odbio nominaciju, a Truman se za kandidata svoje stranke izborio indirektno.
Na demokratskoj nacionalnoj konvenciji 1948. godine, Truman je pokušao smiriti turbulentne domaće političke vode postavivši ne entuzijastični plakat o civilnim pravima na stranačku platformu. Cilj toga bilo je smirivanje internih konflikata između sjevernih i južnih ogranaka stranke. No, događaji su preuzeli predsjednikov pokušaj kompromisa. Oštro obraćanje minneapoliškog gradonačelnika Huberta Humphreya, Jr. i mnogih drugih urbanih šefova uvjerilo je stranku da koristi jači plakat o ljudskim pravima, što je Truman prihvatio objeručke. Svi delegati iz Alabame, i dio onih iz Mississippija, otišli su s konvencije uz protest. Neometan, Truman je dostavio agresivni prihvaćajući govor napadajući 80. Kongres i obećavajući da će osvojiti izbore i "prisiliti republikance da im se to sviđa."
U roku od 2 tjedna izdao je Izvršnu naredbu 9981, kojom je rasno integrirao američku vojsku po završetku Drugog svjetskog rata. Truman je uzeo određeni politički rizik u podupiranju ljudskih prava, i mnogi sezonski demokrati bojali su se da ako izgube pomoć desnih demokrata, da bi se demokratska stranka mogla raspasti. Strah je bio opravdan - Strom Thurmond se kandidirao predsjednika i vodio je snažni revolt južnih "državnih prava" protiv Trumenove demokratske stranke. Revolt na desnoj uzvraćen je revoltom na lijevoj strani, kojeg je vodio bivši potpredsjednik Henry Wallace sa svojom Progresivnom strankom. Odmah nakon svoje post FDR-ovske konvencije, demokratska stranka se raspadala. Pobjeda u studenom činila se neostvarivom, jer se stranka nije jednostavno raspala nego podijelila na tri strane.
Uslijedila je neobična predsjednička odiseja od 21,928 km, do tada neostvaren apel naciji. Truman i njegovi suradnici prošli su cijelu državu u predsjedničkom vlaku. Njegova "whistlestop" taktika održavanja kratkih govora sa zadnje platforme vagona Ferdinanda Magellana postala je jedna od glavnih ikona cijele kampanje. Njegovi napadni nastupi, kao onaj na trgu u Harrisburgu, Illinois postali su izuzetno popularni i privlačili su velike grupe ljudi. Šest stajanja u Michiganu privukli su ukupno pola milijuna ljudi, dok je stajanje u New Yorku privuklo cijelih milijun ljudi. Masivni, najčešće spontani, odazivi na Trumanove govore označili su veliku promjenu u kampanji, no državne novinske agencije nisu te govore i odazive smatrali ozbiljnim te su i dalje objavljivali da je pobjeda Thomasa Deweya (navodno) sigurna. Jedan od razloga zašto su novine širile taj netočni navod je taj da su oni te ankete o popularnosti kandidata obavljali u vrijeme kada većina ljudi, pogotovo Trumanovih pobornika, nije posjedovala telefon. Ta činjenica uzrokovala je da Dewey dobije velike šanse, a da Truman bude proglašen kao sigurni gubitnik.
Na kraju, Truman je nastavio svoj tijek uspjeha, zadobio potporu južnih država i provukao se kroz neka krtičina "bojišta", kao što su Ohio, Kalifornija, i Illinois. Konačni, zapanjujući zbroj glasova pokazao je da Truman ima 303 predsjednička glasa, Dewey 189, a Thurmond samo 39. Najznačajnija slika s izbora došla je na sam dan proglašenja pobjede, kada je Truman u ruci, pred novinarima držao naslovnicu Chicago Tribunea čiji je glavni naslov bio "Dewey pobijedio Trumana".
Trumanova predsjednička kampanja predstavljala je velik uspjeh i pojam za jednu uspješnu i pobjedonosnu kampanju i često je ponavljanja, a najistaknutiji imitator bio je George H. W. Bush 1992. godine, također političar koji je bio u sukobu s Kongresom.
Trumanu svome prvom mandatu nije imao potpredsjednika. Njegov suradnik Alben W. Barkley postavljen je na tu poziciju 20. siječnja 1949. godine za vrijeme Trumanova drugog mandata.

### Drugi mandat (1949. – 1953.)
Trumanov drugi mandat bio je izuzetni težak i zamoran, ponajprije zbog izazova u vanjskoj politici koji su direktno ili indirektno bili povezani s njegovom politikom širenja. Na primjer, morao je jako brzo završiti američki nuklearni monopol. pomoću informacija koje su njegovi špijuni prikupili iz SAD-a, SSSR je napravio atomsku bombu puno prije nego što je to bilo očekivano i testirao ju je 29. kolovoza 1949. godine Truman je 7. siječnja 1953. godine objavio kako je SAD detonirala svoju prvu H-bombu.

#### NATO
Truman je bio veliki pobornik Organizacije Sjeverno-atlantskog sporazuma ili NATO-a, pomoću kojeg je SAD ostvario mirnodobski vojni savez s Kanadom i europskim zemljama koje nisu pale pod utjecaj SSSR-a. Strateška (i povijesna) važnost ovog pakta, koju je Truman uspješno izložio Senatu 1949. godine, je teška za preuveličavanje. Služio je kao sigurnost od sovjetske ekspanzije u Europi, i poslao je snažnu u jasnu poruku komunističkim vođama da je demokratski svijet voljan i u mogućnosti da izradi obranu kojom bi branio demokratske ideale. SAD, Ujedinjeno Kraljevstvo, Francuska, Italija, Nizozemska, Belgija, Luksemburg, Island, Kanada, Norveška, Danska i Portugal su bile originalne potpisnice pakta, a 1952. godine pridružile su mu se Turska i Grčka.

#### Narodna Republika Kina
Dana 21. prosinca 1949. godine, Čang Kaj-šek i njegovi nacionalisti pobjegli su na Tajvan u strahu od daljnjih napada Maovih komunista. U lipnju 1950. godine Truman je naredio 7. floti američke ratne mornarice da zaustavi bilo kakve daljnje konflikte između NR Kine i Republike Kine. Truman je također zahtijevao od Tajvana da zaustavi bilo kakve daljnje napade na kopnu.

#### Sovjetska špijunaža i makartizam
Tijekom svog predsjedništva, Truman nije imao nikakvih optužbi da federalna vlada "uvozila" sovjetske špijune na najvišem nivou. Svjedočenje u Kongresu o ovom problemu privuklo je nacionalni interes i tisuće ljudi je otpušteno. Kao optimist i patriot, Truman je sumnjao u izvještaje o potencijalnom ulasku komunista ili Sovjeta u američku vladu, i njegov često citiran odgovor na te optužbe bio je da ih se odbaci kao "crnu sipu" (en. red Herring = crna sipa).
U kolovozu 1948. godine, Whittaker Chambers, bivši sovjetski špijun, svjedočio je pred HUAC-om i prezentirao im je listu osoba koje su po njegovim riječima bili članovi podzemne komunističke organizacije koja je radila u američkoj vladi za vrijeme 1930-ih godina. Jedno od imena na popisu bilo je i Alger Hiss. Hiss je za vrijeme '30ih služio kao viši dužnosnik u State Departmentu. Poricao je sve optužbe.
Chambersova lista dovela je do krize u američkoj politici, a Hiss je optužen zbog laganja pod prisegom. Dana 9. veljače 1950. godine republikanski senator Joseph McCarthy optužio je State Department da plaćaju komuniste i osobno je optužio tajnika Deana Achesona, za kojeg je rekao da zna za i štiti 205 komunista unutar State Departmenta. Problem je bio u tome je li Truman otkrio sve agente koji su ušli u vladu još za Rooseveltova mandata. Mnogi desničari, kao McCarthy i Richard Nixon tvrdili su da nije. 
Osvjetljavajući problem i napadajući Trumanovu administraciju, McCarthy se uskoro uzdigao na rang nacionalne figure, i njegove eksplozivne optužbe dominirale su naslovnicama. Njegove izjave bile su kratke, ali detaljne, no one su ipak šokirale narod koji se borio s okrutnom realnošću: eksplozija sovjetske nuklearne bombe, razotkrivanje američke tajne o atomskoj bombi, pad Kine i ulazak sovjetskih špijuna u mnoge dijelove američke vlade. Truman, pragmatičan čovjek koji je razvio toleranciju za osobe kao što su Tom Pandergast i Staljin, je brzo razvio čvrstu antipatiju prema McCarthyju. McCarthy je uzvratio rekavši da je sam "amerikanizam" u opasnosti od elemenata "koji sami sebe predstavljaju kao njegovi glavni branitelji... Pokušavaju stvoriti strah i sumnju među nama koristeći spletke, nedokazane optužbe i čiste jednostavne laži... Pokušavaju nas uvjeriti da je naša vlada zbunjena komunizmom i korupcijom... Ti spletkari nas žele toliko ishisterizirati tako da im se nitko od nas ne suprotstavi od straha da ge ne nazovu komunistom. To je stari komunistički trik obrnut... To nije poštena igra, to nije amerikanizam.". Unatoč svemu Truman nije uspio skinuti sliku da je nesposoban da odvoji svoju vladu od subverznih utjecaja.

#### Korejski sukob
Dana 25. lipnja 1950. godine, sjevernokorejska vojska pod vodstvom diktatora Kim Il-sung napala Južnu Koreju, time započevši Korejski rat. Slabo istrenirana i neopremljena, bez ikakve pomoći, sjevernokorejska vojska je brzo potjerana natrag, izgubivši time svoj glavni grad Seoul.
Zapanjen, Truman je naredio morsku blokadu Koreje, koja je odmah stupila na snagu. Kako američka mornarica više nije posjedovala dovoljno površinskih brodova kako bi provela tako čvrstu blokadu, pa je zato nijedna brod nije želio izazvati. Truman je nagovarao Ujedinjene Narode da interveniraju, što su i napravili, prvi put dopuštajući oružanu obranu u svojoj povijesti. Sovjetski Savez nije bio na sastanku na kojem se glasovalo o dozvoljavanju obrane. Truman je u Koreju poslao sve vojne jedinice koje su bile situirane u Japanu. Snage UN-a (sačinjene uglavnom od američkih) pod vodstvom generala Douglasa MacArthura slomile su sjevernokorejsku vojsku u samo 90 dana. No, Truman je odlučio da se ne savjetuje s Kongresom, greška koja je uvelike smanjila njegovu poziciju kasnije u sukobu.
U prva četiri tjedna američke pješadijske jedinice koje su brzo prodrle u Koreju pokazale su se kao malobrojne i neopremljene. Osma japanska vojska je bila prisiljena ponovno osposobiti Shermanove tenkove iz Drugog svjetskog rata za korištenje u Koreji. Samo 60 dana nakon početka rata Truman je poslao masivnu količinu vojne snage u Koreju, i UN su nadjačali sjevernokorejsku vojsku po pitanju ljudi, oružja, municije te su imali zračnu i mornaričku nadmoć.
Odgovarajući na val kritika koje je zadobio, Truman je otpustio ministra obrane Louisa A. Johnsona i na njegovo mjesto postavio umirovljenog generala Georgea Marshalla. Truman se (uz pristanak UN-a) odlučio na politiku uzvraćanja, tj. osvajanje Sjeverne Koreje. Snage UN-a pod vodstvom generala Douglasa MacArthura predvodile su kontranapad, ostvarivši zapanjujuću pobjedu iskrcavanjem u Bici za Inčon koje je skoro zarobilo protivnike. Snage UN-a su tada krenule na sjever, prema rijeci Jalu uz kinesku granicu, s ciljem ujedinjenja dvaju Koreja pod znakom UN-a.
Kina je iznenadila snage UN-a masovnom invazijom u studenom. Snage UN-a koje su bile malobrojnije i to po zimskom vremenu bile su prisiljene na povlačenje iza 38. paralele gdje je sve počelo. Štete UN-a i SAD-a bile su velike. Truman je odbio MacArthurov prijedlog o napadanju kineskih resursnih baza sjeverno od Jalua, no MacArthur je onda svoj plan predstavio republikanskom vođi Josephu Martinu. Truman je bio uvelike zabrinut da bi daljnja eskalacija sukoba mogla uzrokovati još veće uplitanje SSSR-a u sukob. SSSR je već tada pomagao Koreji opskrbljivanjem oružja i ratnih aviona s korejskim znakom, ali sovjetskim pilotima. Dana 11. travnja 1951. godine Truman je otpustio MacArthura sa svih njegovih pozicija u Koreji i Japanu.
Otpuštanje MacArthura bio je jedan od najnepopularnijih političkih poteza u američkoj povijesti. Mišljenje o Trumanu je brzo padalo, a dobivao je i pozive zbog svoje službene optužbe, među kojima je bio i poziv senatora Roberta Tafta. Chicago Tribune je tražio trenutne službene optužbe protiv Trumana: Predsjednik Truman mora biti optužen i osuđen. Njegovo brzopleto i osvetoljubivo otpuštanje generala MacArthura je kulminacija serije činova koji su ga prikazali kao nesposobnog, moralno i mentalno, za tako visoku dužnost... Američka nacija nikad nije bila u većoj opasnosti. Vodi ju budala koja je okružena slugama...
Oštre kritike iz virtualno svih kutova optuživale su Trumana da odbija preuzeti odgovornost za rat koji je krenuo krivim putem te da umjesto sebe krivi svoje generale. MacArthur se vratio u SAD i dobio je herojski doček, a nakon jednog razgovora pred Kongresom, špekuliralo se da će se MacArthur kandidirati za predsjednika.
Rat je ostao neizvjestan još 2 godine sve dok se nije potpisalo primirje i dok se nije utvrdila granica između dvije Koreje koja je završila rat. U međuvremenu, problemi u Koreji i kritike prema Trumanu zbog otpuštanja MacArthura, napravile su Trumana toliko nepopularnim da su se demokrati počeli okretati prema drugim kandidatima. Na New Hampshireskim primarnim izborima, Trumana je porazio Estes Kefauver koji je dobio oko 3,000 glasova više i podršku svih 8 delegata. Truman je bio prisiljen da otkaže svoju kampanju za sljedeće izbore. U veljači 1952. podrška Trumanu bila je samo 22% prema nekim anketama, što je bio najniži postotak podrške u povijesti američkih predsjednika.

#### Vijetnam
Uplitanje SAD-a u Vijetnamski rat započelo je za vrijeme Trumanove administracije. Na V-J dan 1945. godine, vijetnamski komunistički vođa Ho Ši Min je proglasio neovisnost, no SAD je najavio podršku u ponovnom uspostavljanju francuske vlasti. Ho je 1950. godine opet proglasio neovisnost, koja je ovaj put priznata od strane Sovjetskog Saveza i Komunističke Kine. Hoov Vijetnam je zauzimao samo malen teritorij uz kinesku granicu, dok je Francuska kontrolirala ostatak Vijetnama.
Trumanova "politika širenja" (koja je zvala opoziciju zbog komunističke ekspanzije) tjerala je SAD da i dalje daje podršku Francuzima i njihovoj kolonijalnoj vlasti u Vijetnamu. Truman je 1950. godine odobrio 10,000,000$ za pomoć Francuskoj, a u Vijetnam je poslao i 123 ne-borbene jedinice kao pomoć. Do 1951. godine suma se povećala do 150,000,000$. Do 1953. godine iznos pomoći popeo se na 1,000,000,000$, što je iznosilo trećinu sveukupne američke pomoći drugim zemljama.
Iz ovoga se izrodio osnovni problem: Amerikanci su željeli snažan i neovisan Vijetnam, dok Francuzi nisu nimalo marili za Kinu već su samo htjeli uvesti Vijetnam pod francuski sistem. 

#### Renovacija Bijele kuće
Truman je 1948. godine je naredio kontroverzno uređenje Bijele kuće tako što je eksterijeru kuće želio nadodati: balkon na drugom katu i balkon na jugu danas poznat kao "Trumanov balkon".
No u to vrijeme je bilo jasno da je kuća, stara preko 130 godina, bila u jako lošem stanju. U kolovozu te godine jedan dio kata se srušio i Trumanova vlastita spavaća soba i kupaonica su obilježene kao nesigurne. Nije bilo nikakve javne objave sve dok nije ostvarena izborna pobjeda, no Truman je u to vrijeme bio informiran da je njegov balkon bio jedini sigurni dio Bijele kuće. Obitelj Truman se preselila u Blair kuću, dok su Zapadno krilo i Ovalni ured jedini dijelovi Bijele kuće koji su ostali otvoreni. Truman je od tada svako jutro morao ići na posao preko ulice. Ubrzo je donesena odluka da se sruši i renovira cijeli interijer Bijele kuće. Svjetski poznati eksterijer Bijele kuće ostao je kakav je dok su se radovi vršili iznutra. Radovi su trajali od prosinca 1949. do ožujka 1952. godine.

#### Pokušaj atentata
Dana 1. studenog 1950. godine, portorikanski nacionalisti Griselio Torresola i Oscar Collazo pokušali su ubiti Trumana kod Blair Housea. Na ulici, ispred rezidencije, Torresola je smrtno ranio policajca iz Bijele kuće Lesliea Coffelta, koji je Torresolu upucao prije nego što je umro. Collazou je, kao suučesniku, suđeno 1952. godine i osuđen je na smrtnu kaznu. Truman je kaznu kasnije preinačio u doživotni zatvor.
Tada shvativši važnost portorikanske nezavisnosti, Truman je Portorikancima dopustio demokratsko glasovanje na kojem su isti trebali donijeti odluku o statusu Portorika prema SAD-u.
Napad, koji je lako mogao oduzeti Trumanov život, skrenuo je pažnju na poboljšavanje osiguranja kod Blair Housea. Truman je za vrijeme napada spavao, no probudio se kada je čuo pucnjavu i promatrao ju je s prozora (koji je gledao baš na tu ulicu) sve dok mu jedan prolaznik nije viknuo da se sakrije.

### Ljudska prava
Izvještaj Trumanove administracije iz 1947. godine naslovljen Da osiguraju ta prava predstavio je agendu od 10 točaka koja je govorila o reformama što se tiče ljudskih prava. U veljači 1948. godine, Truman je Kongresu predstavio agendu u ljudskim pravima koja je predlagala da se osnuje više federalnih ureda koji bi rješavalo probleme kao što su pravo glasovanja i praksa poštenog zapošljavanja. Ovo je izazvalo val kritika od strane južnih demokrata u to vrijeme što je dovelo do nacionalne nominacijske konvencije, no Truman je odbio kompromis uz riječi:

### Veći potpisani zakoni
- Akt o državnoj sigurnosti — 26. srpnja 1947.
- Trumanova doktrina — 12. ožujka 1947.
- Marshallov plan/Plan europske obnove — 3. travnja 1948.

### Važne izvršne naredbe
- Izvršna naredba 9981 — 26. srpnja 1948.

### Administracija i kabinet
Napomena: Svi članovi Trumanovog kabineta koji su bili tu kada je on postao predsjednik 1945. godine su bili i u kabinetu Franklina delana Roosevelta.

### Postavljanje vrhovnih sudaca
Truman je sljedeće suce postavio u Vrhovni sud Sjedinjenih Američkih Država:
- Harold Hitz Burton — 1945.
- Fred M. Vinson (Vrhovni sudac) — 1946.
- Tom Campbell Clark — 1949.
- Sherman Minton — 1949.

### Izbori 1952.
Godine 1951., SAD je usvojila 22. amandman, koji nije dopuštao da predsjednik bude biran treći put na tu poziciju, ili da bude izabran drugi put ako je naslijedio predsjedništvo i služio više od 2 godine. Ova klauzula dočekala je Trumana 1952. godine, no Truman se još uvijek mogao kandidirati zbog izuzetka koji je od 22. amandmana isključivao trenutnog predsjednika.
Do 1952. godine, nijedan kandidat s New Hampshireskih primarnih izbora nije zadobio Trumanovu potporu. Vrhovni sudac Fred Vinson je rekao ne, guverner Illinoisa Adlai Stevenson je također odbio, potpredsjednik Barkley je bio prestar, a Truman nije volio senatora Estesa Kefauvera, kojeg je privatno zvao "Gnjavaža".
Trumanovo ime bilo je na primarnim izborima u New Hampshireu, no Kefauver je pobijedio i Truman je objavio da se neće ponovno natjecati za predsjednika. Stevenson, koji se nakon razmišljanja odlučio kandidirati za predsjednika, te je dobio Trumanovu potporu i postao je kandidat demokrata. Eisenhower je krenuo u pohod protiv Trumanovih "neuspjeha" s "Korejom, komunizmom i korupcijom" - i pobijedio je na izborima i postao 34. predsjednik SAD-a.

## Nakon predsjedništva

### Trumanova biblioteka, memoari i život kao građanin
Truman se vratio u Independence i smjestio se u kući njegove punice. Njegov prethodnik Franklin Delano Roosevelt organizirao je vlastitu predsjedničku biblioteku, no mogućnost da drugi predsjednici naprave isto bila je još uvijek upitna. Truman je skupljao privatne donacije za izgradnju biblioteke, koje je kasnije poslao vladi da započne s radovima. Tu tradiciju nastavili su svi njegovu nasljednici.
Bivši članovi Kongresa i federalnih sudova dobili su federalni mirovinski paket, a Truman je bio taj koji je njima, i dužnosnicima na sličnim pozicijama, omogućio takve privilegije. Taj prihod se nije odnosio i na bivše predsjednike. Čim mu je završio mandat, Truman je rekao da ne želi biti ni na jednoj korporativnoj listi plaćanja, izbor koji je iznio njegovo stajalište da uzimanje takvih dodatnih prihoda za bivše predsjednike umanjuje integritet najviše državne pozicije. Također je obio brojne poruke za komercijalne potpore. Kao rezultat toga, suočio se s nizom zanimljivih financijskih izazova, jer su se njegovi poslovi prije bavljenja politikom pokazali neuspješni, a nije imao nikakve osobne ušteđevine. Kada je napustio Bijelu kuću, njegov jedini prihod bila je njegova vojnička mirovina, koja je iznosila malih $112.56 po mjesecu.
Dignuo je osobni zajam iz Missourijske banke kada mu je mandat završio, i krenuo je u ostvarivanje novog plana za buduće bivše izvršne dužnosnike: veliki novčani ugovor za njegove memoare napisane za njegova mandata. Ulysses S. Grant je svladao slične financijske probleme sličnom knjigom, no nije htio pisati ni slova o svom mandatu u Bijeloj kući. Truman je dobio rekordnu sumu od $600,000 za savjet oko izdavanja svojih memoara.
Trumanovi memoari bili su komercijalni i kritički uspjeh, a tiskani su u 2 izdanja 1955. – 1956. godine.
- Memoari Harryja Trumana: Godine odluke (1. izdanje)
- Memoari Harryja Trumana: Godine suđenja i nade (2. izdanje)

Kongres je 1958. godine izdao Akt o bivšim predsjednicima, kojom su svi živući bivši predsjednici dobivali godišnju mirovinu od $25,000. Trumanovo financijsko stanje sigurno je igralo određenu ulogu u donošenju tog zakona. Jedini tadašnji živući bivši predsjednik, Herbert Hoover, također je uzeo mirovinu iako mu nije bila potrebna. Po nekim izvorima kaže se da ju je uzeo da ne osramoti Trumana.

### Kasniji život i smrt
Truman je 1956. godine sa suprugom otišao na put u Europu i bio je senzacija. U Britaniji je dobio počasnu diplomu na oksfordskom sveučilištu, a primio ju je plačući od sreće. Tu se po posljednji put susreo sa svojim prijateljem Winstonom Churchillom, a po povratku u SAD dao je punu potporu Adlaiu Stevensonu za njegovu drugu kandidaturu za predsjednika, iako je favorizirao guvernera W. Averella Harrimana.
Godine 1965. predsjednik Johnson je potpisao zakon o zdravstvenom osiguranju, a Trumanova biblioteka je prva 2 osiguranja dodijelila Trumanu i njegovoj supruzi Bess. Sam Truman se za svog mandata borio za vladino zdravstveno osiguranje.
Po svom 80. rođendanu, Truman je boravio u Washingtonu i zamoljen je da se obrati Senatu, kao dio novog pravila koje je bivšim predsjednicima dalo neke privilegije. Truman je bio toliko počašćen dobivenom privilegijom da je jedva održao svoj govor. Truman je vodio i kampanje za kandidate za Senat. Jak pad u kupaonici njegova stana uvelike mu je smanjio fizičke mogućnosti i otežao je njegove svakodnevne posjete predsjedničkoj biblioteci. Dana 5. prosinca 1972. godine primljen je u bolnicu u Kansas Cityu zbog problema u plićima uzrokovanih pneumonijom. Dogodilo se da su mu kasnije otkazali mnogi organi i Harry Truman je preminuo 26. prosinca 1972. godine u 7:50 sati u 88. godini života. Bess Truman preminula je 18. listopada 1982. godine. Bračni par Truman pokopan je u Trumanovoj biblioteci.
Točno 34 godine nakon Trumanove smrti, na isti dan, u 93. godini, preminuo je 38. američki predsjednik Gerald Ford.

## Ostavština
Kada mu je 1953. godine završio mandat, Truman je bio jedan od najnepopularnijih američkih predsjednika. Javno mišljenje o njemu poboljšavalo se s godinama, no kratki period nakon njegove smrti konsolidirao je djelomičnu rehabilitaciju među povjesničarima i članovima javnosti. Nakon ponovnog pregleda informacija koje su bile dostupne Trumanu u postojanju špijunskih aktivnosti u američkoj vladi, demokratski senator Daniel Patrick Moynihan je zaključio da je Truman "skoro pa namjerno slabo shvaćao" opasnost američkog komunizma.
Truman je uvijek dobro stajao na rankinzima američkih predsjednika. Nikad nije bio na nižoj poziciji od 9., a po zadnjim istraživanjima iz 2005. godine koje je proveo Wall Street Journal Truman je 7. najbolji američki predsjednik u povijesti.
Slučajnost je baš ta da je Truman preminuo baš u periodu kada je nacija bila izjedena krizama u Vijetnamu i aferom Wategate. Trumanova smrt uzrokovala je val pozornosti na njegovu političku karijeru i to u vremenu kada je sama predsjednička pozicija bila u krizi.
Za vrijeme ranih i sredine 1970-ih godina, Truman je zadobio popularnost koju je imao 1948. godine, ovaj put se izdižući (postumno) kao nekakav politički narodni heroj, predsjednik koji je zamišljen kao primjer integriteta koji je po mnogim promatračima falio za vrijeme Nixonova boravka u Bijeloj kući. James Whitmore je nominiran za Oscara za svoje portretiranje Trumana u filmu Give 'em Hell, Harry!, Ed Flanders je dobio Emmyja za svoje portretiranje Trumana u filmu Harry S. Truman: Plain Speaking, a grupa Chicago je čak snimila i pjesmu o predsjedniku Trumanu koju je naslovila Harry Truman (1975.).
Počašćen je 1975. godine osnutkom Trumanove školarine, federalnog programa nastalog u njegovu čast koji je pomagao američkim studentima koji su se isticali u javnoj pomoći i vodstvom u javnoj politici.
Truman je prva osoba spomenuta u povijesno osvješćenoj pjesmi Billya Joela We Didn't Start the Fire. Biografija Davida McCullougha, naslovljena Truman, i istoimeni film koji je snimio HBO još su više popularizirali Trumana.
USS Harry S. Truman je također nazvan po predsjedniku. Brod je 8. supernosač iz američke mornarice. Struktura broda postavljena je 1993. godine, a brod je kršten 7. rujna 1996. godine. Brod, nekad nazivan i HST, je odobren kao USS United States, no odluka za preimenovanje donesena je prije postavljanja temelja. Dana 1. siječnja 1996. godine je jedno Missourijsko sveučilište po svojoj promjeni iz učiteljskog koledža u sveučilište liberalnih umjetnosti, postalo Trumanovo državno sveučilište, i to u čas jednog Missourijanca koji je postao predsjednik.

## Trumanovo srednje ime
Truman nije imao srednje ime, nego samo srednji inicijal. Bilo je često da se u južnim državama, uključujući i Missouri, koriste inicijali češće nego imena. U svojoj autobiografiji napisao je: "Trebao sam se zvati... Harrison Young. No za ime sam dobio deminutiv Harry, a da bih imao dva inicijala u imenu dodan mi je inicijal S. Ime očevog djeda bilo je Anderson Shippe Truman, a ime majčinog bilo je Solomon Young, tako da sam dobio inicijal S. po obojici." Jednom se našalio da S nije inicijal i da ne bi trebao imati točku poslije, no u svim službenim dokumentima dodana je točka nakon S. Također Trumanova biblioteka ima podosta primjera gdje je sam Truman pisao točku nakon S. Asocirani tisak zahtijevao je korištenje točke nakon S za vrijeme 1960-ih godina, kada je Truman izjavio da nema preferenca. Korištenje točke nakon inicijala S je univerzalno, dok na primjer službena biografija Bijele kuće ne koristi točku nakon Trumanova inicijala S.
Trumanov inicijal bez imena uzrokovao je neobičan problem kada je Truman trebao prisegnuti za predsjednika. Na sastanku nakon prisege, vrhovni sudac Harlan Stone počeo je čitati Trumanovu prisegu: "Ja, Harry Shippe Truman...", no Truman ga je prekinuo i ispravio: "Ja, Harry S. Truman...".

## Mediji
- Kolekcija video isječaka o predsjedniku
- Godine 1995. HBO je izdao film o Trumanovom životu, u kojem je Gary Sinise glumio predsjednika. Snimljen prema biografiji Davida McCullougha, film govori o tome kako je Truman od prosječnog građanina došao do predsjednika SAD-a. Naslov filma je samo Truman, a osvojio je mnogobrojne nagrade.[85]

## Zanimljivosti
- Nijedna prva dama nije živjela dugo koliko Trumanova supruga Bess Wallace Truman. Kada je umrla 18. listopada 1982. godine, imala je 97 godina.
- Harry Truman je bio član Alfa Hi Lamba bratstva.
- Harry i Bess Truman su predsjednički par koji je živio najduže. Skupa su imali 185 godina. Od 2007. godine Gerald i Betty Ford su na 2. mjestu sa 181 godinom, dok su Ronald i Nancy Reagan 3. sa 178 godina.
- Za vrijeme Trumanova mandata izdana je revizirana standardna verzija Biblije, čiji je prvi primjerak dobio baš on.
- Bio je jedan od brojnih američkih predsjednika i dužnosnika Bijele kuće koji je tvrdio da je, tijekom mandata, vidio duh pokojnog predsjednika Abrahama Lincolna kako hoda Bijelom kućom.[86]
- Po Trumanu je snimljena istoimena pjesma koju izvodi grupa Mindless Self Indulgence.
- U TV seriji Simpsoni Truman je prikazan na novčanici od bilijun dolara.
- Harry i Bess Truman su bili prvi primatelji medicinske zaštite 1966. godine.
- U epizodi Roswell That Ends Well iz serije Futurama, Truman je prikazan kako osobno preuzima istragu o Roswellskom NLO incidentu.